# Paratendipes melanothorax
Paratendipes melanothorax är en tvåvingeart som först beskrevs av Jean-Jacques Kieffer 1911.  Paratendipes melanothorax ingår i släktet Paratendipes och familjen fjädermyggor.
Artens utbredningsområde är Nepal. Inga underarter finns listade i Catalogue of Life.